# Среднетымское сельское поселение
Среднеты́мское се́льское поселе́ние — муниципальное образование (сельское поселение) в Каргасокском районе Томской области, Россия. В состав поселения входят 2 населённых пункта. Административный центр поселения — посёлок Молодёжный. Население — 555 чел. (2021).

## История
Коренным населением являются селькупы. Первым постоянным населённым пунктом на данной территории стало село Напас. В начале 1930-х годов он был административным центром Тымского района (последний был присоединён к Каргасокскому району в 1949 году).
В Напасе в советское время были созданы райпромкомбинат, кинотеатр, дом культуры, библиотека, школа, интернат народов Севера, Тымский коопзверопромхоз (разведение чёрно-бурых лисиц и норок, закрыт в 1985 г.).
Посёлок Молодёжный был основан в 1961 году. В нём были созданы Среднетымский лесозаготовительный пункт, клуб, детский сад, школа. Лесозаготовительный пункт прекратил своё существование в 1995 году, с тех пор заготовкой леса занимается местная администрация.

## География
Поселение расположено на севере Томской области. Через его территорию протекает река Тым. Площадь — 259,22 км². Расстояние от Молодёжного до Каргаска — 235 км.
Рельеф местности — плоский, равнинный, заболоченный. Бо́льшую часть поселения занимают леса и болота. Посёлок Напас стоит на берегу реки Тым, Молодёжный — на одной из её проток.
В лесах растут в основном кедр и сосна, а также пихта, лиственница, осина, берёза.
В лесах обитают медведь, волк, белка, лось, норка, соболь, глухарь, косач.

## Население
| 2002 | 2010 | 2012 | 2013 | 2014 | 2015 | 2016 |
| ---- | ---- | ---- | ---- | ---- | ---- | ---- |
| 989  | ↘809 | ↘798 | ↘788 | ↗789 | ↘773 | ↘770 |
| 2017 | 2018 | 2019 | 2020 | 2021 |      |      |
| ↗776 | ↘761 | ↗763 | ↘758 | ↘555 |      |      |

## Населённые пункты и власть
| Населённый пункт | Население (01.08.2012) |
| ---------------- | ---------------------- |
| пос. Молодёжный  | 525                    |
| с. Напас         | 273                    |

Сельским поселением управляют глава поселения и Совет. Глава сельского поселения — Яковенко Татьяна Александровна.
Упразднённые населённые пункты
- Ванжилькынак

## Экономика
Основу местной экономики составляют сельское хозяйство, рыбная ловля, сбор дикоросов. В поселении зарегистрированы 3 частных предпринимателя, работают 3 магазина, а также хлебопекарня.
На территории поселения обнаружено нефтяное месторождение Восток-1, ведётся исследование его скважин.

## Образование, социальная сфера и культура
На территории поселения работают: две школы, детский сад, дом культуры, два фельдшерско-акушерских пункта, библиотека.